# Gerold Berchtold

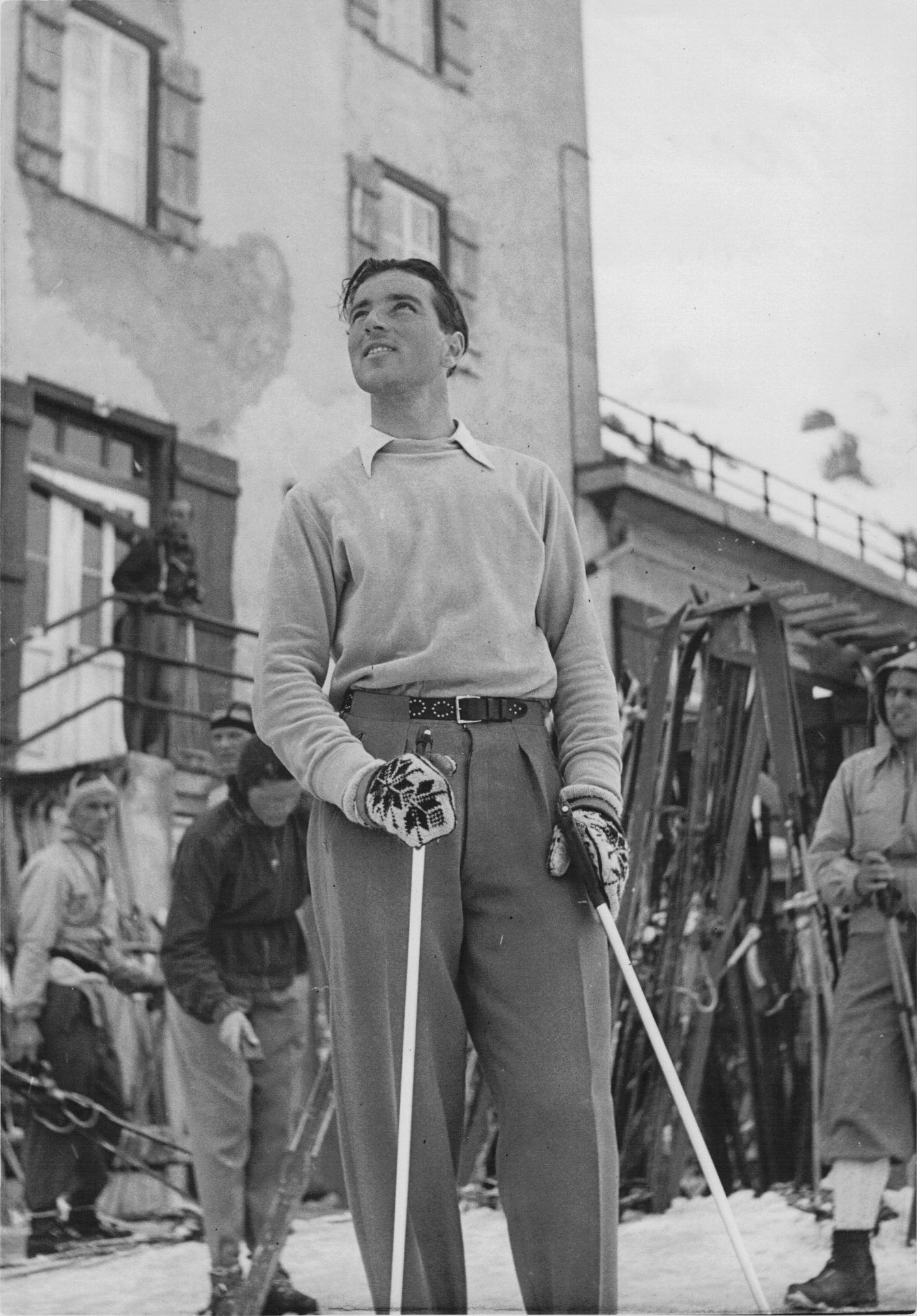
Gerold Berchtold (1940)

Gerold Anton Joseph Berchtold (* 17. September 1920 in Engelberg; † 14. Juli 2015 in Luzern; heimatberechtigt in Giswil und Luzern) war ein Schweizer Skirennfahrer.

## Leben
Gerold Berchtold kam als Sohn des Drogisten Gerold Josef Berchtold und der Vittorina Corneo im Elternhaus Villa Maria in Engelberg zur Welt. Er hatte zwei Geschwister, Graziella (* 16. August 1921; † 6. Januar 2016) und Emil (* 30. Januar 1923; † 20. Januar 2013). Vom 25. April 1927 bis 1933 besuchte Berchtold die Primarschule in Engelberg und von 1933 bis 1941 das Gymnasium in der heutigen Stiftsschule Engelberg.
Aufgewachsen in einer Bergregion, entwickelte Gerold Berchtold schon früh grosses Interesse für diverse Arten von Schneesport (Eisschnelllauf, Schlitteln, Skispringen und Ski Alpin).
Gerold Berchtold studierte von 1941 bis 1947 an der Universität Zürich Medizin, wobei das Studium durch lang anhaltende Militärdienste unterbrochen wurde. 1948 erhielt er das Arztdiplom. Die folgenden sechs Jahre bildete er sich vor allem am Universitätsspital Basel bei den Professoren Schürch, Willenegger, Allgöwer und Nissen und auch in Paris und London weiter. Es folgte ein weiteres Jahr bei Lehner am Kantonsspital in Luzern. Nachdem er die Ausbildung zum Facharzt für Chirurgie absolviert hatte, eröffnete Berchtold eine Privatpraxis in Luzern und war dann 35 Jahre lang Belegarzt an der Klinik St. Anna (heute Hirslanden Klinik) in Luzern.
1951 heiratete er Romaine Ehrhard (* 21. März 1924 in Strassburg, Elsass; † 22. Juli 2003 in Luzern). 1965 bekam er einen Sohn.

## Sport
Von 1937 bis 1942 widmete Berchtold seine Freizeit dem Skifahren. Er nahm an einer Vielzahl von nationalen Skirennen teil und wurde 1940 für die alpinen Skiweltmeisterschaften aufgeboten, welche aber wegen des Zweiten Weltkriegs abgesagt wurden.

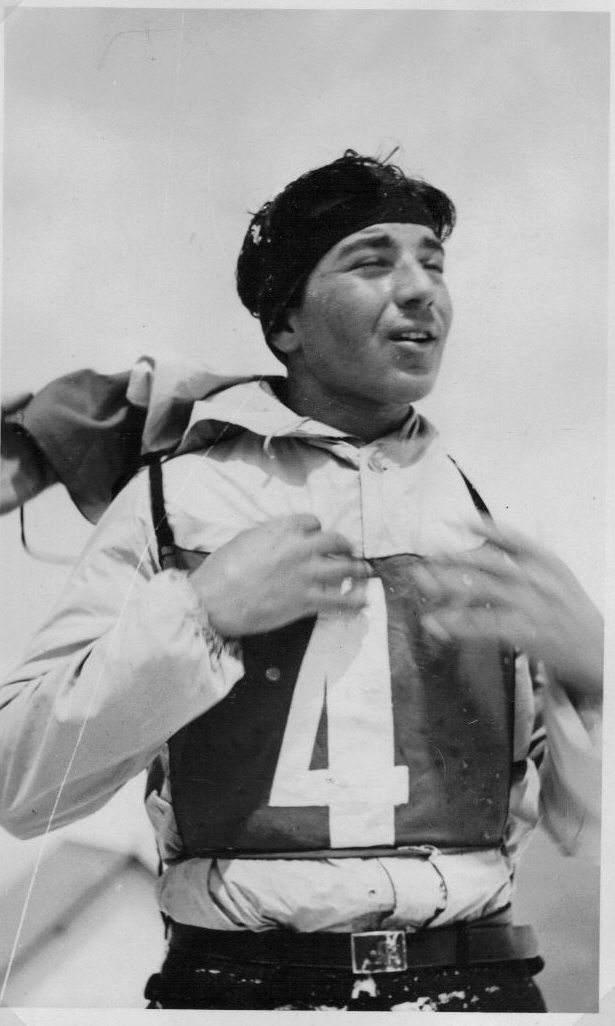
Gerold Berchtold bei seinem ersten Skirennen (1937)

1937 überzeugte Friedl Fassbind seinen Freund Gerold Berchtold, beim Titlis-Riesenslalom mitzumachen. Berchtold fuhr bei diesem ersten Skirennen am Titlis (Strecke Titlis-Gipfel nach Hotel Trübsee) ohne besonderes Training mit einer Zeit von 6'35" den 6. Rang bei den Junioren heraus. Dieses Resultat motivierte Berchtold, die Zeit im nächsten Jahr zu unterbieten. 1938 konnte er in einer Zeit von 6'13" dieses Ziel erreichen und 13" hinter Abfahrtsweltmeister Rudolf Rominger den 1. Rang bei den Junioren erzielen. Der Tagessieg ging an Johan Kvernberg (NOR).
| Jahr | Ort                               | Disziplin                  | Rang                    |
| ---- | --------------------------------- | -------------------------- | ----------------------- |
| 1937 | Titlis                            | Riesenslalom               | 6. Junioren             |
| 1938 | Titlis                            | Riesenslalom               | 1. Junioren             |
| 1938 | Jochpass                          | Kombination Abfahrt/Slalom | 1.                      |
| 1938 | Jochstöckli–Trübsee               | Kombination Abfahrt/Slalom | 1.                      |
| 1939 | Jochpass–Trübsee                  | Kombination Abfahrt/Slalom | 1. Blau-Weiss Derbysieg |
| 1939 | Titlis                            | Riesenslalom               | 1. Gesamtsieg           |
| 1940 | Jochpass–Trübsee                  | Kombination Abfahrt/Slalom | 2. Blau-Weiss Derbysieg |
| 1940 | Titlis                            | Riesenslalom               | 2. Gesamtsieg           |
| 1941 | Standardstrecke Trübsee–Engelberg | Abfahrt                    | 1.                      |
| 1941 | St. Moritz                        | Abfahrt                    |                         |
| 1941 | Titlis                            | Riesenslalom               | 3. Gesamtsieg           |
| 1942 | Jochpass                          | Kombination Abfahrt/Slalom | 1.                      |
| 1942 | Balmeregghorn                     | Slalom                     | 1.                      |
| 1942 | Grindelwald                       | Abfahrt                    | 4.                      |
| 1942 | Jochpass–Trübsee                  | Kombination Abfahrt/Slalom | 3. Blau-Weiss Derbysieg |
| 1943 | Blau-Weiss Derby                  | Abfahrt                    | 1.                      |
| 1947 | Davos                             | Kombination                | 3.                      |

Von 1939 bis 1941 gewann Berchtold drei Titlis-Riesenslaloms hintereinander.

### Jochpass-Abfahrtsrennen 1939, Engelberg
Abfahrt Kategorie Junioren
| Rang | Name             | Zeit    |
| ---- | ---------------- | ------- |
| 1.   | Gerold Berchtold | 11' 18" |
| 2.   | M. Schachenmann  |         |
| 3.   | Fritz Stutz      |         |
| 4.   | Gerhard Olinger  |         |

Datum: Februar 1939

Strecke: Jochpass–Trübsee, Engelberg
Aus der Presse: «Da ist besonders der junge Engelberger Berchtold zu nennen, der mit 11,18 Minuten die beste Zeit aufstellte; als er auf der Hegmatt an uns vorbeisauste, sahen wir ihn als Kundigen die Abfahrt im steilen Schuss direkt nehmen; er konnte so einige Sekunden abkürzen.»

### 4. Titlis-Riesenslalom 1939, Engelberg
Riesenslalom Kategorie Junioren
| Rang | Name             | Zeit   |
| ---- | ---------------- | ------ |
| 1.   | Gerold Berchtold | 5' 35" |
| 2.   | Rudolf Schmied   | 6' 44" |
| 3.   | Franz Hess       | 6' 49" |
| 4.   | Franz Amstutz    | 7' 44" |
| 5.   | Martin Fritsche  | 7' 46" |
| 6.   | Gerhard Olinger  | 9' 13" |

Datum: April 1939

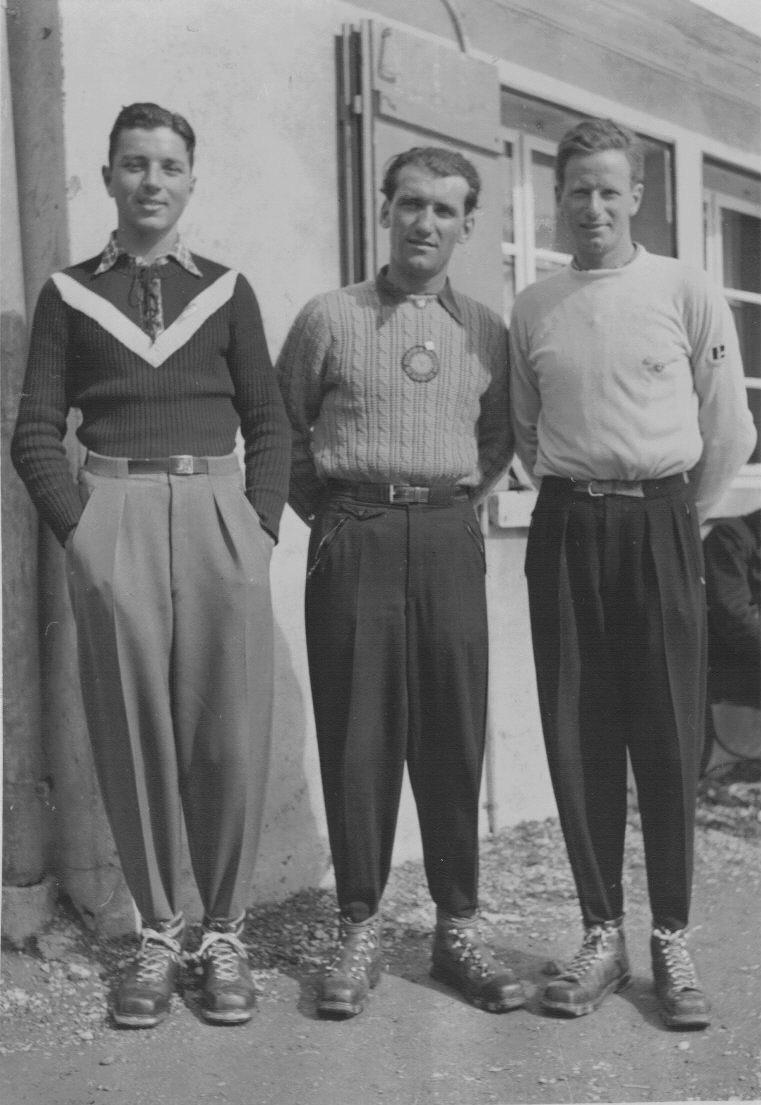
Gerold Berchtold (links), Rudolf Rominger (Mitte) und Hans Matter (rechts)

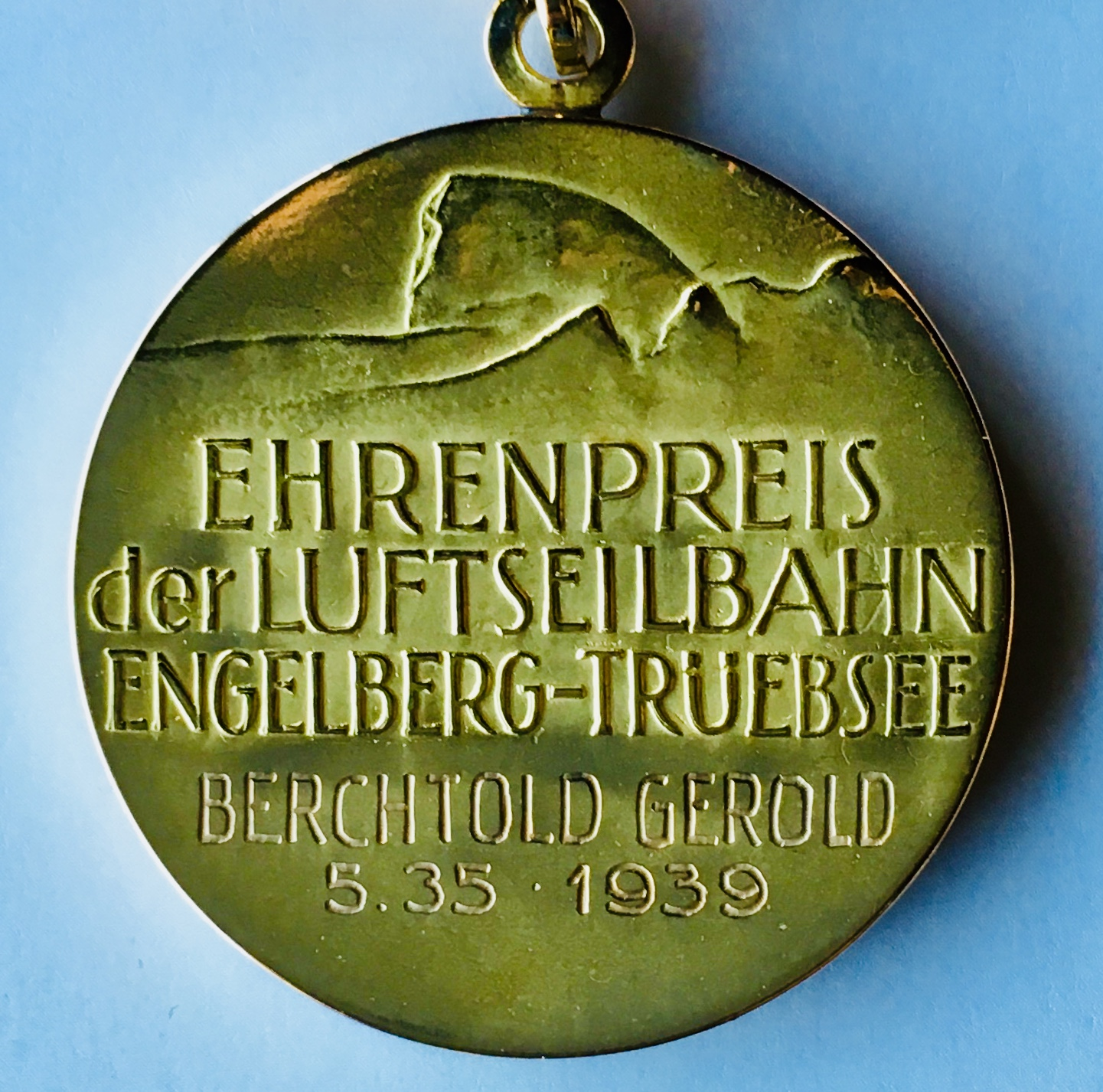
Goldmedaille 1939 Rückseite

Strecke: Titlis-Gipfel nach Hotel Trübsee

Höhendifferenz: 1439 m, Streckenlänge: 4800 m
Aus der Presse: «Die Junioren offenbarten meist ein technisch vollendetes Können, einen geschlossenen, meisterhaften Stil. Sie stellten, wie bereits vermerkt, den Sieger, wiesen aber auch sonst einen bemerkenswerten Durchschnitt auf. Leicht und geschmeidig meisterte der Glarner Schmid den scharfen Schuss. Und schon brauste der Engelberger Berchtold, der Gesamtsieger, in wunderbarem Stil und verwegenem, steilen Schuss herunter, hakte mit einem Ski gefährlich im Schnee ein, riss sich aber zusammen, flog mit stiebendem Kristiania über die Bodenwelle im Tor hinweg und jagte mit jähem Schuss ins Ziel.» Der Abfahrtsweltmeister von 1936 Rudolf Rominger absolvierte die Abfahrt in der Kategorie Senioren I in 6'36,8"

### Blau-Weiss Kombination 1940, Engelberg
Kombination Kategorie Junioren
| Rang | Name             | Punkte |
| ---- | ---------------- | ------ |
| 1.   | Gerold Berchtold | 2.09   |
| 2.   | Gerhard Olinger  | 2.12.2 |
| 3.   | Franz Hess       | 2.24.4 |
| 4.   | Adrian Murer     | 2.20   |

Datum: 22. März 1940

Strecke: Jochpass–Trübsee
Aus der Presse: «Die Herren hatten eine längere Strecke zu durchfahren. Sie starteten etwas unterhalb des Jochstöckli. Wieder waren es Engelberger Junioren, die die Tagesbestzeiten führen. Tief geduckt und sicher sauste Gerhard Ohlinger die Hänge herunter. 1:27 Minuten ist seine Zeit und 1:28 fuhr Gerold Berchtold in seinem ruhigen, schnellen Stil. Der Letztere wurde damit Tagessieger in der Kombination.»

### 5. Titlis-Riesenslalom 1940, Engelberg
Riesenslalom Kategorie Junioren
| Rang | Name             | Zeit    |
| ---- | ---------------- | ------- |
| 1.   | Gerold Berchtold | 06' 29" |
| 2.   | Franz Hess       | 06' 41" |
| 3.   | Rudolf Schmid    | 07' 05" |
| 4.   | Adolf Odermatt   | 07' 59" |
| 5.   | Hans Zurbriggen  | 08' 13" |
| 6.   | Gerhard Olinger  | 08' 24" |
| 7.   | Ruedi Burger     | 10' 01" |
| 8.   | Emil Berchtold   | 10' 35" |

Datum: April 1940

Strecke: Titlis-Gipfel nach Hotel Trübsee

Höhendifferenz: 1439 m, Streckenlänge: 4800 m
Aus der Presse: «Hier sehen wir die Engelberger Junioren in phantastischer Hetzjagd in die Tiefe pfeilen. Der Rank beim Galtiberg verlangt bei dem unsinnigen Tempo eine gewaltige Beherrschung der Latten. Hier passiert auch dem Tagessieger Berchtold ein erster Sturz in dem ruppigen Schnee, gerade vor dem flach werdenden Gletscherplatteau. Berchtold hat aber erneut bewiesen, dass er ein Skifahrer von großem Format ist, und seine Fahrtzeit: 6'29", besagt mehr als viele Worte. Der sympathische Lyceist ist ein Sportsmann im besten Sinne des Wortes.»

### 7. Klewen-Derby 1940
Abfahrt Kategorie Junioren
| Rang | Name             | Zeit   |
| ---- | ---------------- | ------ |
| 1.   | Gerold Berchtold | 3' 43" |

Datum: März 1940
Strecke: Rötenport–Hartmanix

Höhendifferenz: 750 m, Streckenlänge: 4500 m
Aus der Presse: «Der Tagessieger Gerold Berchtold aus Engelberg ist noch immer Junior. Es gibt glücklicherweise auch noch junge und ganz junge Leute, denen die sportlichen Erfolge nicht in den Kopf steigen.»

### 8. Klewen-Derby 1941
Abfahrt Kategorie Senioren
| Rang | Name             | Zeit   |
| ---- | ---------------- | ------ |
| 1.   | Gerold Berchtold | 3' 37" |
| 2.   | Adrien Murer     | 3' 38" |
| 3.   | Corray           | 3' 46" |

Datum: März 1941
Strecke: Rötenport–Hartmanix

Höhendifferenz: 750 m, Streckenlänge: 4500 m
Aus der Presse: «Sieger im Klewen-Derby wurde zum dritten Male der Engelberger Gerold Berchtold, der neuerdings die Abfahrtszeit erheblich niedriger schraubte. Berchtold ist ein äusserst zuverlässiger Fahrer und es scheinen ihm auch unbekannte, nicht vortrainierte Strecken zu liegen.»

### 6. Titlis-Riesenslalom 1941, Engelberg
Riesenslalom Kategorie Senioren
| Rang | Name             | Zeit   |
| ---- | ---------------- | ------ |
| 1.   | Gerold Berchtold | 5' 45" |
| 2.   | Gerhard Olinger  | 6' 04" |
| 3.   | Friedel Fassbind | 6' 34" |

Datum: April 1941

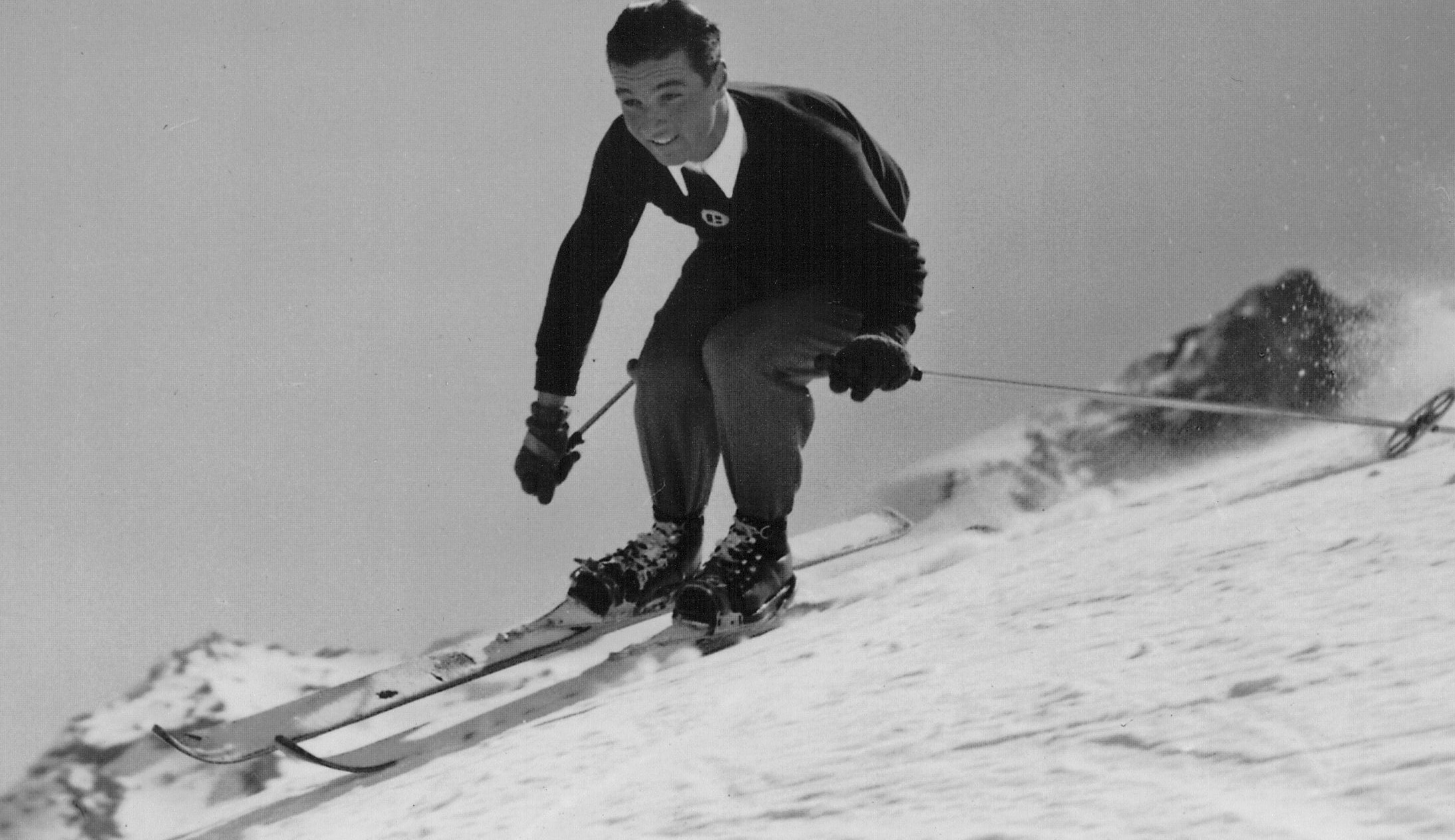
Stilstudie oberhalb Trübsee auf Titlisstrecke, 1940

Strecke: Titlis-Gipfel nach Hotel Trübsee

Höhendifferenz: 1439 m, Streckenlänge: 4800 m
Aus der Presse: «Von den inzwischen vom Titlisgipfel gestarteten Herren zeigt der Großteil hier im schwerer werdenden Tiefschnee Ermüdung, und es hagelte Stürze. Obwohl es oft bös aussah, wenn der Schnee wie bei einem Granateneinschlag hochaufstob, verlief das ganze Rennen ohne den geringsten Unfall. Von den an der Spitze gestarteten älteren Herren war der Basler Ruderer von Bidder eine Klasse für sich, während seine Kollegen bereits im Rudel der nachstürmenden Junioren untergingen. Der erste Beifall des Publikums verkündete das Nahen des jungen Abfahrtsmeisters Olinger, dem hier aber der unmittelbar folgende Klubkamerad, der kleine wieselflinke Dolfi Odermatt, offensichtlich schon wertvolle Zeit abgenommen hatte. Die beiden ließen sich indessen durch die Hetzjagd aus dem Konzept bringen, wobei Olinger ein Tor verfehlte und durch zurückgehen die Tagesbestzeit verscherzte, während der vorher elegant und sturzfrei durch die Tore schwebende Leichtgewichtler Odermatt im tückenreichen Mittelstück einen bösen Sturz erlitt, der ihn in der Folge zur Aufgabe zwang. Hans Matter war bis zum letzten Drittel ganz groß gefahren, denn der hinter ihm startende Favorit Berchtold konnte ihn erst hier überholen, worauf der zähe Kämpfer durch ermüdende Stürze in Rückstand geriet. Berchtold vollbrachte die einzige sturzfreie Fahrt, wie Verena Fuchs bei den Damen, und hinterließ einen bestechenden Eindruck. Er verdankt den Tagessieg seiner überlegten und ruhigen Fahrt, die in den Sturzbombardement wie eine Offenbarung wirkte. Der dritte Sieg in diesem schweren Rennen zeugt am besten für Zuverlässigkeit und Können.»

### Lauberhorn-Ausscheidungsrennen Wengen 1942
Abfahrt
| Rang | Name             | Zeit   |
| ---- | ---------------- | ------ |
| 1.   | Karl Molitor     | 5' 33" |
| 2.   | Gerold Berchtold | 5' 39" |
| 3.   | Heinz von Allmen | 5' 45" |

Datum: 16. Januar 1942

Strecke: Lauberhorn–Nieverweggen

Höhendifferenz: 1175 m, Streckenlänge: ca. 5000 m

Slalom
| Rang | Name             | Zeit  |
| ---- | ---------------- | ----- |
| 1.   | Edy Reinalter    | 81.2" |
| 2.   | Graf             | 82"   |
| 3.   | A. Robbi         | 82.9" |
| 4.   | Scheuning        | 83"   |
| 5.   | Gerold Berchtold | 83.1" |

Datum: 16. Januar 1942

### Skiclub Engelberg 1942
Slalom
| Rang | Name                         | Zeit              |
| ---- | ---------------------------- | ----------------- |
| 1.   | Gerold Berchtold             | 59,8" und 1' 3,8" |
| 2.   | Robert Zurbriggen (Saas Fee) |                   |
| 3.   | Hans Matter                  |                   |
| 4.   | Friedl Fassbind              |                   |
| 5.   | Gerhard Olinger              |                   |

Datum: Februar 1942
Strecke: FIS-Slalomhang Hegmatt-Sand

Aus der Presse: «Berchtold zeigte wieder hervorragende Technik, die ihn seine Siege scheinbar mühelos erringen lässt. Er ist heute zweifellos eine der zuverlässigsten und stärksten Waffen im alpinen Skisport der Schweiz, und es ist sehr bedauerlich, dass ihm ungewollt die FIS-Kraftprobe versagt bleibt. Einen großen Erfolg hat der sympathische Walliser Zurbriggen zu verzeichnen, dem es gelang, die starke Engelberger Phalanx zu durchbrechen und den zweiten Rang zu behaupten.»

### Blau-Weiss Kombination 1942, Engelberg
Kombination Kategorie Senioren
| Rang | Name             | Punkte |
| ---- | ---------------- | ------ |
| 1.   | Gerold Berchtold | 2.28,2 |
| 2.   | Gerhard Olinger  | 2.35,1 |
| 3.   | Walter Amstutz   | 2.36   |

Datum: Februar 1942

Strecke: Jochpass–Trübsee
Aus der Presse: «In der Gebirgler-Klasse, die auch die Senioren I umfasste, war der Tagessieger zu finden. Er hieß wieder einmal Gerold Berchtold, Engelberg. Berchtold ging sichtlich aus sich heraus, riskierte mehr und erzielte in seinem wunderschönen Stil die Tagesbestzeit von 1.36 in der Abfahrt und einen überlegenen Kombinationssieg.»

### Balmeregghorn 1942, Melchsee-Frutt
Slalom Kategorie Senioren
| Rang | Name             | Punkte |
| ---- | ---------------- | ------ |
| 1.   | Gerold Berchtold | 3:42   |
| 2.   | Pius Russi       | 3:54   |

Datum: März 1942

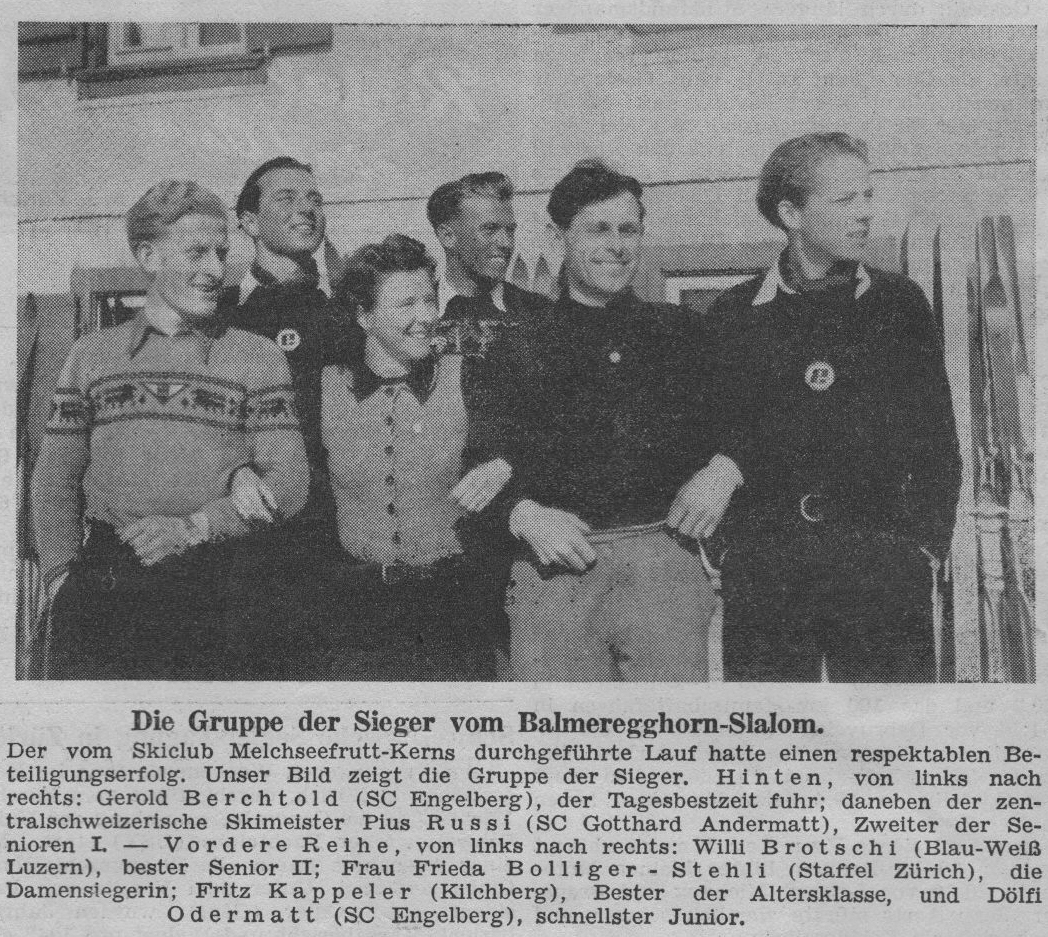
Erster und Zweiter der Senioren des Balmeregghorn Slalom 1942, Gerold Berchtold und Pius Russi

Streckenlänge: 2 km, Höhendifferenz 357 m
Aus der Presse: «Der junge Engelberger Dolfi Odermatt sicherte sich mit 2 tollen Fahrten - trotz drei kleinen Stürzen - mit der Zeit von 3' 56.5" den Klassensieg. In der Eliteklasse waren drei Fahrer gemeldet: der Zentralschweizer Skimeister Pius Russi (Andermatt), Ernst Gamma (Zug) und Berchtold Gerold (Engelberg). Im ersten Lauf vergab  Gamma seine Chance. einige schwere Stürze warfen ihn endgültig aus der Konkurrenz. Russi fuhr flüssig und schnell, doch Berchtold, obwohl sichtlich vorsichtig, brachte doch die hervorragende Zeit von 1:53 gegen 1:56 Russis zustande. Im umgekehrter Folge wurde der zweite Lauf gefahren. Berchtold ging mit wunderbarer Haltung mehr aus sich heraus und fuhr todsicher die Tagesbestzeit von 1:49. Seine Ruhe und Überlegung, gepaart mit frohen Können, machen es immer zum Genuss, ihn an der Arbeit zu sehen. Russi, obwohl wieder gut und sturzfrei, konnte ihm nicht näher kommen.»

### Akademischer Mannschaftswettbewerb Engelberg 1947
Slalom
| Rang | Name                              | Zeit  |
| ---- | --------------------------------- | ----- |
| 1.   | Gerold Berchtold (S.C. Engelberg) | 57,8" |
| 2.   | Ralph Olinger (S.C. Engelberg)    | 60,0" |
| 3.   | Thedy von Rotz (S.C. Bannalp)     | 61,2" |

Datum: 3. Januar 1947

Strecke: Rohrhalde
Der S.C. Engelberg brachte seine Mitglieder in der Einzelwertung auf den ersten und zweiten Platz und siegte mit Vorsprung über den sich überraschend haltenden S.C. Bannalp, der den S.A.S. Basel hinter sich ließ. Der S.A.S Zürich der aussichtsreich im Rennen lag, musste disqualifiziert werden, da R. Fassbind wegen Torfehler ausschied. A. Odermatt hatte im ersten Durchgang eine glänzende Bestzeit aufgestellt, musste aber im zweiten Lauf einen Zeitzuschlag im Kauf nehmen, der in den Einzelsieg kostete.

### Akademische Welt-Winterspiele Davos 1947
Kombinationsrennen Abfahrt/Slalom
| Rang | Name                       |
| ---- | -------------------------- |
| 1.   | Egon Schöpf (Österreich)   |
| 2.   | Herbert Lezuo (Österreich) |
| 3.   | G. Berchtold (Schweiz)     |

Datum: 27. Januar 1947

Strecke: Weissfluhjoch bis Dorftälli

Höhenunterschied: 1100 m